# آکی الئونگ
آکی الئونگ (انگلیسی: Aki Aleong؛ زادهٔ ۱۹ دسامبر ۱۹۳۴) یک هنرپیشه، خواننده، و ترانه‌سرا اهل ایالات متحده آمریکا است. وی از سال ۱۹۵۶ میلادی تاکنون مشغول فعالیت بوده‌است.

## فیلم‌شناسی
از فیلم‌ها یا برنامه‌های تلویزیونی که وی در آن نقش داشته است می‌توان به هدف نهایی اشاره کرد.